# Jennifer Willems
Jennifer Jane Willems (Den Haag, 13 augustus 1947 – Amsterdam, 13 november 2015) was een Nederlands actrice.
Willems was met name bekend door haar rol van Teun in de kleuterserie De film van Ome Willem. Zij was voornamelijk actief als actrice en in het theater in de jaren zeventig.
Ze overleed plotseling thuis op 68-jarige leeftijd en werd gecremeerd in Den Haag.

## Films, televisieseries en theater
- De inbreker (1972)
- TiTa Tovenaar  (1972)
- Bibelebons (1972)
- Naakt over de schutting (1973)
- De film van Ome Willem (1974 - 1986)
- Wat een planeet (1974)
- Waaldrecht (1974)
- Periander (1975)
- Het jaar van de kreeft (1975)
- Het kind van de buurvrouw (1975)
- Keetje Tippel (1975)
- Pipo en de Lachplaneet (1976)
- Wonderlijke Wereld (1977)
- Pipo en de Noorderzon (1978)
- Kinderfeestje (1981)
- De Poppenkraam (1982-1985)
- De kip en het ei (1985)

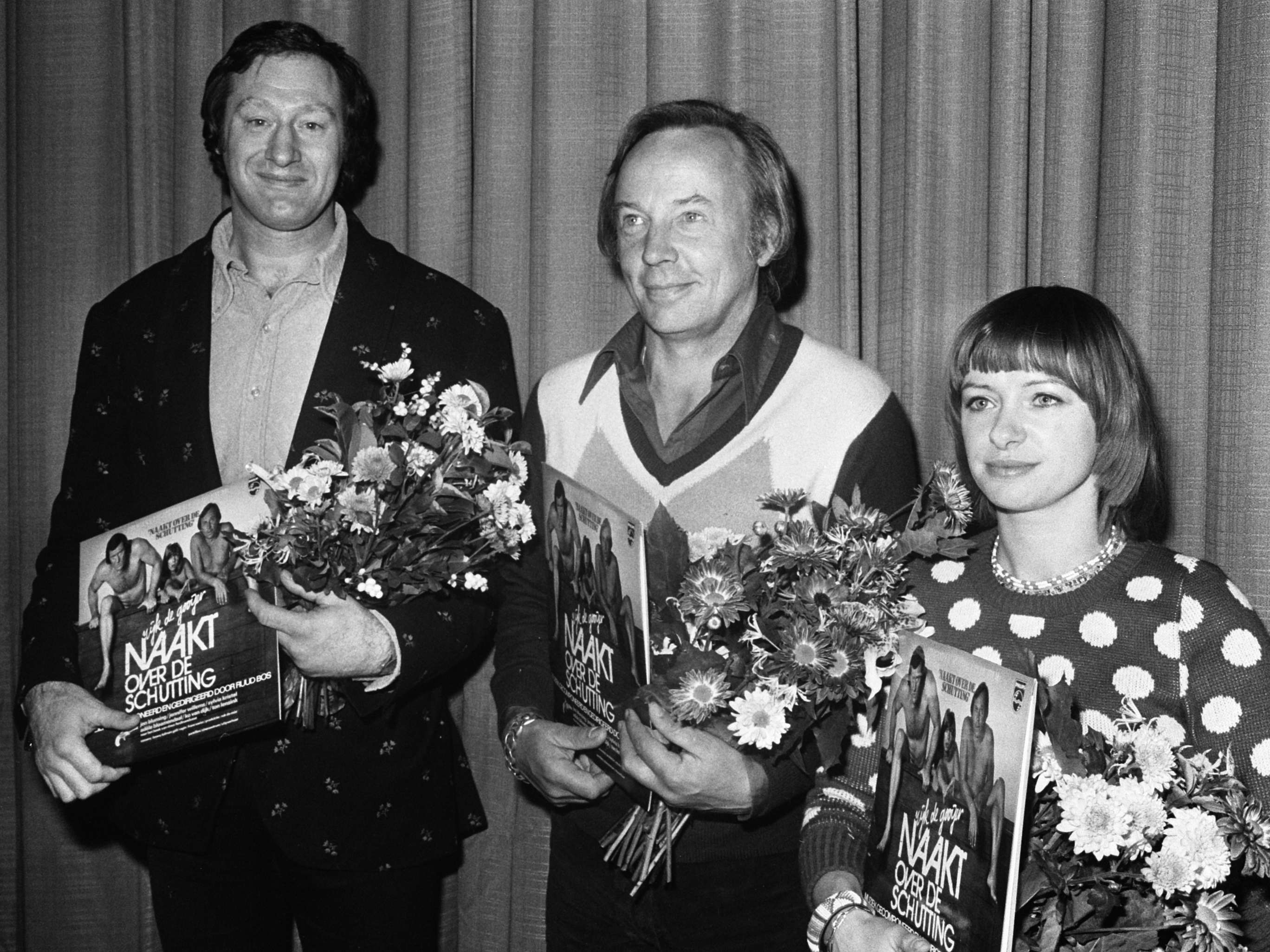
Willems speelde onderwijzeres Penny van der Laan in Naakt over de schutting
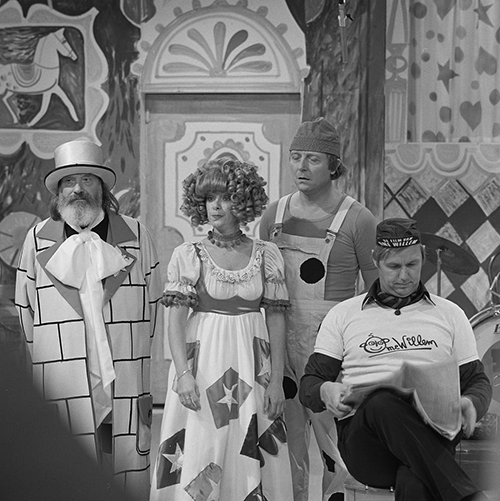
Willems als Teun in De film van Ome Willem

- International Standard Name Identifier: 0000 0001 3366 7889
- MusicBrainz: 447e9609-0e84-4a10-bd0f-4386c6a6fb36
- Nederlandse Thesaurus van Auteursnamen: 074202227
- Virtual International Authority File: 191334354
- WorldCat: E39PBJB8xf96GhYMTdc98vYtrq